# Funiplagne
Le FuniPlagne Grande Rochette est une remontée mécanique de type funitel situé à La Plagne en Savoie.

## Histoire
Le Funiplagne remplace l'ancien téléphérique 2S de la Grande Rochette datant lui de 1965 (8 Millions de francs). Ce dernier était bicâble. Les cabines étaient en aluminium. La gare aval se trouvait dans un immeuble du front de neige.

## Caractéristiques
Le Funiplagne est le 2e funitel en France construit par Doppelmayr. Il est situé à la station de Plagne Centre et relie cette dernière à la Grande Rochette culminant à 2 505 m. C'est une remontée importante car elle permet notamment d'accéder rapidement au secteur de Champagny-en-Vanoise, de rejoindre les pistes descendant sur Plagne Centre et vers la roche de Mio.
Le Funitel a coûté 75 millions de francs.

## Sources
- FUND26 FuniPlagne Grande Rochette sur remontees-mecaniques.net
- FUND26 FuniPlagne Grande Rochette sur Perso-la-Plagne.fr
- Site de La Plagne